# アグネス・ギーベル
アグネス・ギーベル（Agnes Giebel、1921年8月10日 - 2017年4月24日）は、オランダ出身のソプラノ歌手。
リンブルフ州ヘールレンの生まれ。
生まれてからすぐにエッセンに移住し、フォルクヴァンク音楽大学でヒルデ・ヴェッセルマンに師事した。1947年から演奏活動を開始。1950年にRIAS放送局の企画したヨハン・ゼバスティアン・バッハのカンタータ連続演奏会でソプラノ独唱を務めて名声を得た。録音活動は1990年代まで、宗教音楽を中心に行っている。
ケルンにて没。